# Línea Valladolid-Cabezón del Transporte Metropolitano de Valladolid
La conexión Valladolid-Santovenia de Pisuerga-Cabezón de Pisuerga de la red del Transporte Metropolitano de Valladolid es un servicio de autobuses interurbanos que cuenta con circulaciones diurna y, en sábados y festivos, nocturna. Es operada por La Regional Vallisoletana como parte de la concesión VACL-053 de la Junta de Castilla y León.
Cabezón también dispone de servicio ferroviario con Valladolid, prestado por Renfe.

## Horario
| Día                        | Lugar de salida     | Horas de salida                          |  |
| -------------------------- | ------------------- | ---------------------------------------- |  |
| Lunes a viernes laborables | Valladolid          | 7:00, 7:30                               |  |
| Lunes a viernes laborables | Valladolid          | de 9:00 a 13:00 cada 60 min.             |  |
| Lunes a viernes laborables | Valladolid          | 13:00, 13:30, 14:15, 15:00               |  |
| Lunes a viernes laborables | Valladolid          | de 15:00 a 22:00 cada 60 min.            |  |
| Lunes a viernes laborables | Cabezón de Pisuerga | de 7:00 a 10:00 cada 30 min.             |  |
| Lunes a viernes laborables | Cabezón de Pisuerga | de 10:00 a 13:00 cada 60 min.            |  |
| Lunes a viernes laborables | Cabezón de Pisuerga | de 13:00 a 16:00 cada 30 min.            |  |
| Lunes a viernes laborables | Cabezón de Pisuerga | de 16:00 a 22:00 cada 60 min.            |  |
|                            |                     |                                          |  |
| Sábados laborables         | Valladolid          | de 9:30 a 13:30 cada 120 min.            |  |
| Sábados laborables         | Valladolid          | de 16:30 a 20:30 cada 120 min.           |  |
| Sábados laborables         | Valladolid          | 24:00                                    |  |
| Sábados laborables         | Cabezón de Pisuerga | de 8:30 a 14:30 cada 120 min.            |  |
| Sábados laborables         | Cabezón de Pisuerga | de 17:30 a 21:30 cada 120 min.           |  |
| Sábados laborables         | Cabezón de Pisuerga | 23:45                                    |  |
|                            |                     |                                          |  |
| Domingos y festivos        | Valladolid          | 10:30, 14:00, 16:30, 18:30, 20:30, 23:00 |  |
| Domingos y festivos        | Cabezón de Pisuerga | 11:15, 14:45, 17:30, 19:30, 21:30, 23:45 |  |

## Paradas
La línea circula desde la estación de autobuses de Valladolid a la plaza del Poniente y se dirige hacia el norte pasando por el entorno del antiguo Hospital Río Hortega (consultas externas del Hospital Clínico Universitario) y los barrios de Santa Clara y San Pedro Regalado. Seguidamente toma la carretera VA-113 desde la que accede a Santovenia de Pisuerga, al polígono industrial El Esparragal y a Cabezón de Pisuerga. El recorrido de vuelta es prácticamente idéntico, salvo porque en Valladolid se añade una parada junto a edificio principal del Hospital Clínico, en la calle Chancillería, y la parada de Poniente se sustituye por otra en la calle de San Ildefonso, junto a la plaza de Zorrilla.
| Valladolid - Santovenia de Pisuerga - Cabezón de Pisuerga | Valladolid - Santovenia de Pisuerga - Cabezón de Pisuerga            |
| Hacia Cabezón de Pisuerga                                 | Hacia Valladolid                                                     |
| --------------------------------------------------------- | -------------------------------------------------------------------- |
| Estación de autobuses de Valladolid                       | Avda. Palencia esq. c/ Vicente Aleixandre                            |
| Pº Isabel la Católica esq. pza. Poniente                  | Avda. Palencia fte. avda. Comercio, fte. Hogar del Jubilado          |
| Rondilla de Santa Teresa esq. c/ Cardenal Torquemada      | Avda. Palencia esq. ctra. Cigales                                    |
| Avda. Palencia, 2 esq. c/ Real de Burgos                  | Pza. Mayor fte. 2 fuente                                             |
| Avda. Santander, 46 fte. centro comercial                 | Avda. José Zorrilla esq. c/ Alfonso VIII, fte. cuartel Guardia Civil |
| Avda. Santander, 116 azucarera                            | Gta. VA-113 bajo Ronda Exterior (sentido Valladolid)                 |
| Avda. Santander fte. 207 fte. residencia                  | C/ Arenal esq. ctra. Cabezón, polígono El Esparragal                 |
| C/ Real fte. 88 fte. c/ Miguel Delibes                    | Gta. Marqués de San Felices, 1 esq. c/ Cordel de la Isla             |
| C/ Real fte. 42 fte. c/ Jesús                             | C/ Pozo, 7 esq. c/ Real                                              |
| C/ Real, 29 esq. c/ Pozo                                  | C/ Real, 42 esq. c/ Jesús                                            |
| Gta. Marqués de San Felices, 1 esq. c/ Cordel de la Isla  | C/ Real, 88 esq. c/ Miguel Delibes                                   |
| Cañada de la Aguilera fte. 71 polígono El Esparragal      | Avda. Santander, 197 gasóleos                                        |
| Gta. VA-113 bajo Ronda Exterior (sentido Cabezón)         | Avda. Santander fte. c/ Enrique León, centro comercial               |
| C/ Real del Sur, 35 esq. c/ Puerta de la Era              | Avda. Palencia, 41 esq. c/ San Fernando, Policía Municipal           |
| Pza. Mayor, 4A fte. fuente                                | C/ Chancillería, 9 esq. c/ Real de Burgos, colegio Amor de Dios      |
| Avda. Palencia fte. ctra. Cigales                         | Rondilla de Santa Teresa fte. antiguo Hosp. Río Hortega              |
| Avda. Palencia esq. avda. Comercio, Hogar del Jubilado    | C/ San Ildefonso, 13 esq. c/ Recoletas, igl. San Ildefonso           |
| Avda. Palencia esq. c/ Vicente Aleixandre                 | Estación de autobuses de Valladolid                                  |